# Vladimír Weiss (football, 1989)
Pour les articles homonymes, voir Vladimír Weiss.
Vladimír Weiss, né le 30 novembre 1989 à Bratislava, est un footballeur international slovaque évoluant au poste de milieu de terrain au Slovan Bratislava.
Vladimír Weiss est issue d'une famille de footballeurs : il est le fils de l'ancien sélectionneur slovaque Vladimír Weiss, par ailleurs son grand-père, également international, s'appelle aussi Vladimír Weiss.

## Biographie

### En club
Avec le club de l'Olympiakos Le Pirée, il joue huit matchs en Ligue des champions de l'UEFA. Lors de cette compétition, il inscrit un but en septembre 2013 face à l'équipe du Paris Saint-Germain.

### En équipe nationale
Vladimír Weiss reçoit sa première sélection en équipe de Slovaquie le 12 août 2009, lors d'un match amical face à l'Islande. Il inscrit son premier but en équipe nationale le 8 octobre 2010, lors d'un match face à l'Arménie comptant pour les éliminatoires du championnat d'Europe 2012.
Il est retenu par son père, Vladimír Weiss, alors sélectionneur de la Slovaquie, pour disputer la Coupe du monde 2010 organisée en Afrique du Sud. Lors du mondial, il joue trois matchs : contre la Nouvelle-Zélande, le Paraguay, et enfin les Pays-Bas.
Il dispute l'Euro 2016, compétition dans laquelle il inscrit un but lors des phases de poules face à la Russie.  

## Palmarès
- Glasgow Rangers
  - Champion d'Écosse en 2011
  - Vainqueur de la Coupe de la Ligue écossaise en 2011

- Olympiakos Le Pirée
  - Champion de Grèce en 2014

- Lekhwiya SC
  - Champion du Qatar en 2014 et 2015
  - Vainqueur de la Coupe Sheikh Jassem du Qatar en 2015 (finale disputée en janvier 2016)